# Isopogon axillaris
Isopogon axillaris är en tvåhjärtbladig växtart som beskrevs av Robert Brown. Isopogon axillaris ingår i släktet Isopogon och familjen Proteaceae. Inga underarter finns listade i Catalogue of Life.